# Kremser Gasse (St. Pölten)
Die Kremser Gasse ist eine Straße in der niederösterreichischen Landeshauptstadt St. Pölten. Sie befindet sich im Zentrum der Stadt und ist die Einkaufsstraße, zentrale und frequenzstärkste Fußgängerzone in St. Pölten, die direkt am Hauptbahnhof beginnt und in nord-südlicher Richtung in die Innenstadt hinein führt.
Sie wurde im 11. Jahrhundert im Zuge der Erweiterung der Siedlung nach Westen angelegt.
Ende 1961 wurde in der Kremser Gasse eine Fußgängerzone eingerichtet.

## Bauwerke
In der Kremser Gasse befinden sich zahlreiche, teils denkmalgeschützte historische Gebäude. Die Verbauung besteht überwiegend aus zwei- bis viergeschoßigen Häusern, die im Kern aus der frühen Neuzeit stammen und durch die Einrichtung von Geschäftslokalen in den Erdgeschoßen zum Teil massiv verändert wurden; die Fassaden wurden vielfach in der Periode des Historismus neu gestaltet.
- Nummer 1 (= Riemerplatz 2): zweiflügeliges denkmalgeschütztes Geschäftswohnhaus mit Korbbogenportal, Gewölben um 1600 und spätbarocker Putzfassade mit Plattendekor (viertes Viertel des 18. Jahrhunderts)
- Nummer 2 (= Wiener Straße 1): denkmalgeschützter zweigeschoßiger langgestreckter Bau im Kern aus dem 16. Jahrhundert, der im zweiten Viertel des 18. Jahrhunderts durch Joseph Munggenast barockisiert wurde. Im Erdgeschoß befindet sich die seit 1607[3] nachweisbare Apotheke „Zum goldenen Löwen“.
- Nummer 6a–8 (= Domgasse 1): monumentales historistisches Geschäfts- und Wohnhaus in Formen der Neorenaissance, errichtet 1864/65 nach Plänen von Rudolf Pauck
- Nummer 15: Die Fenster in der Fassade des zweigeschoßigen Eckhauses zur Marktgasse sind beidseits durch zahlreiche Keramikteller in blau-weißem Zwiebelmuster flankiert. Unterhalb des Dachgesimes verläuft waagrecht ein aufgemaltes Dekorband im gleichen Muster.
- Nummer 18 (= Klostergasse 2 und 4): ehemaliges Grandhotel Pittner. An der Ecke zur Klostergasse bestand das 1674 erstmals erwähnte Gasthaus „Zum goldenen Krebs“. Zwischen 1837 und 1913 wurde der Gebäudekomplex unter Einbeziehung der angrenzenden Parzellen mehrfach erweitert. Das heute denkmalgeschützte monumentale fünfgeschoßige Gebäude entstand 1899 nach Plänen von R. Frauenfeld und hat eine reich gegliederte Fassade mit Elementen der Neorenaissance und des Neobarock.
- Nummer 19: Geburtshaus des späteren Bundeskanzlers Julius Raab mit Gedenktafel
- Nach Nummer 33 (= Brunngasse 1), gegenüber Brunngasse: „Krebsenbrunnen“ von Hans Freilinger
- Nummer 41: sogenanntes Stöhrhaus: nach Plänen des Architekten Joseph Maria Olbrich 1899–1900 für Primar Hermann Stöhr errichtetes denkmalgeschütztes Wohnhaus in der Stilrichtung des Jugendstils
- Nummer 43 (= Bahnhofplatz 12): viergeschoßiges Wohn- und Geschäftshaus von 1900 an der Ecke zum Bahnhofplatz mit späthistoristischer Putzgliederung und reichem secessionistischem Dekor

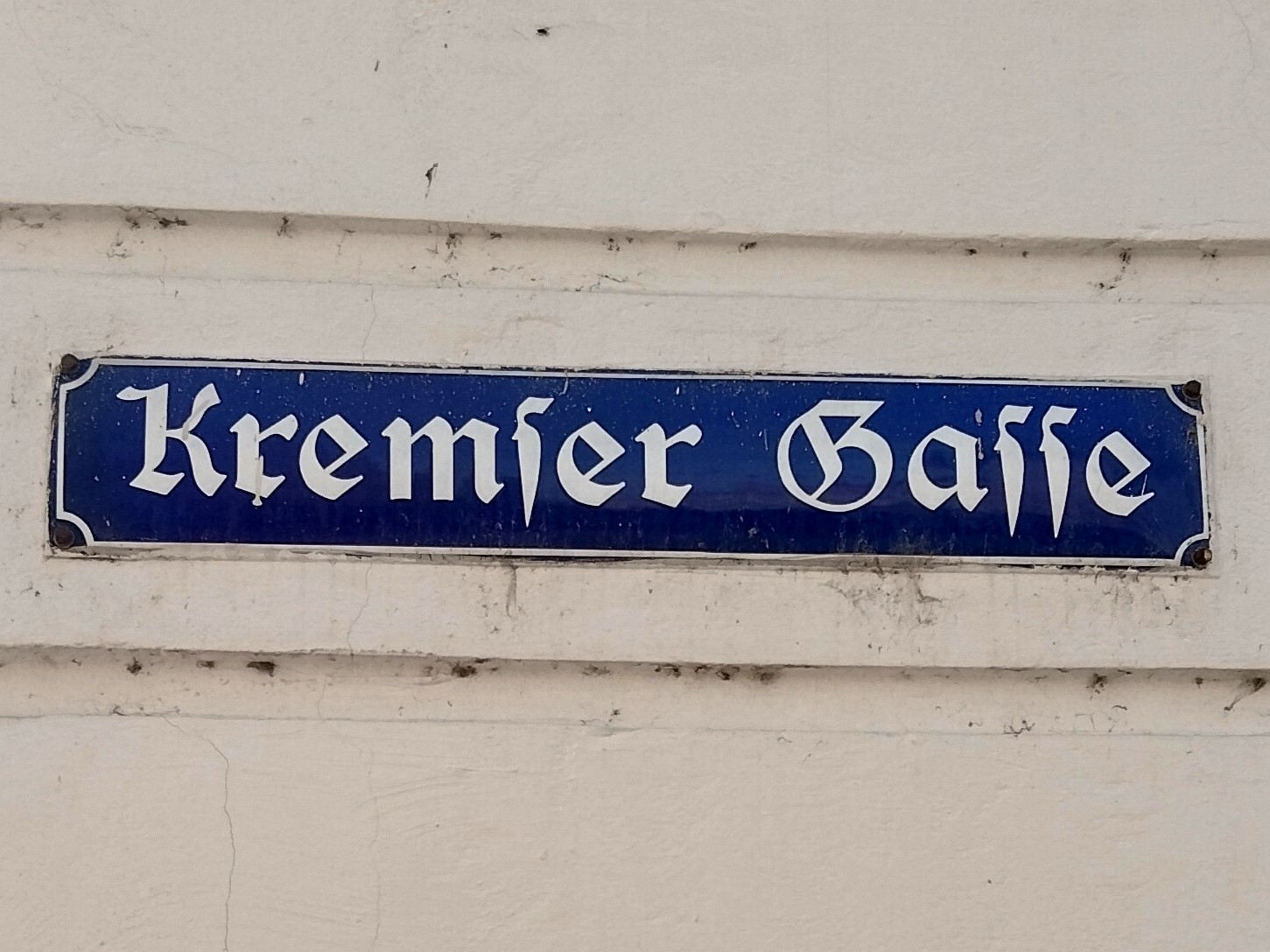
Kremser Gasse
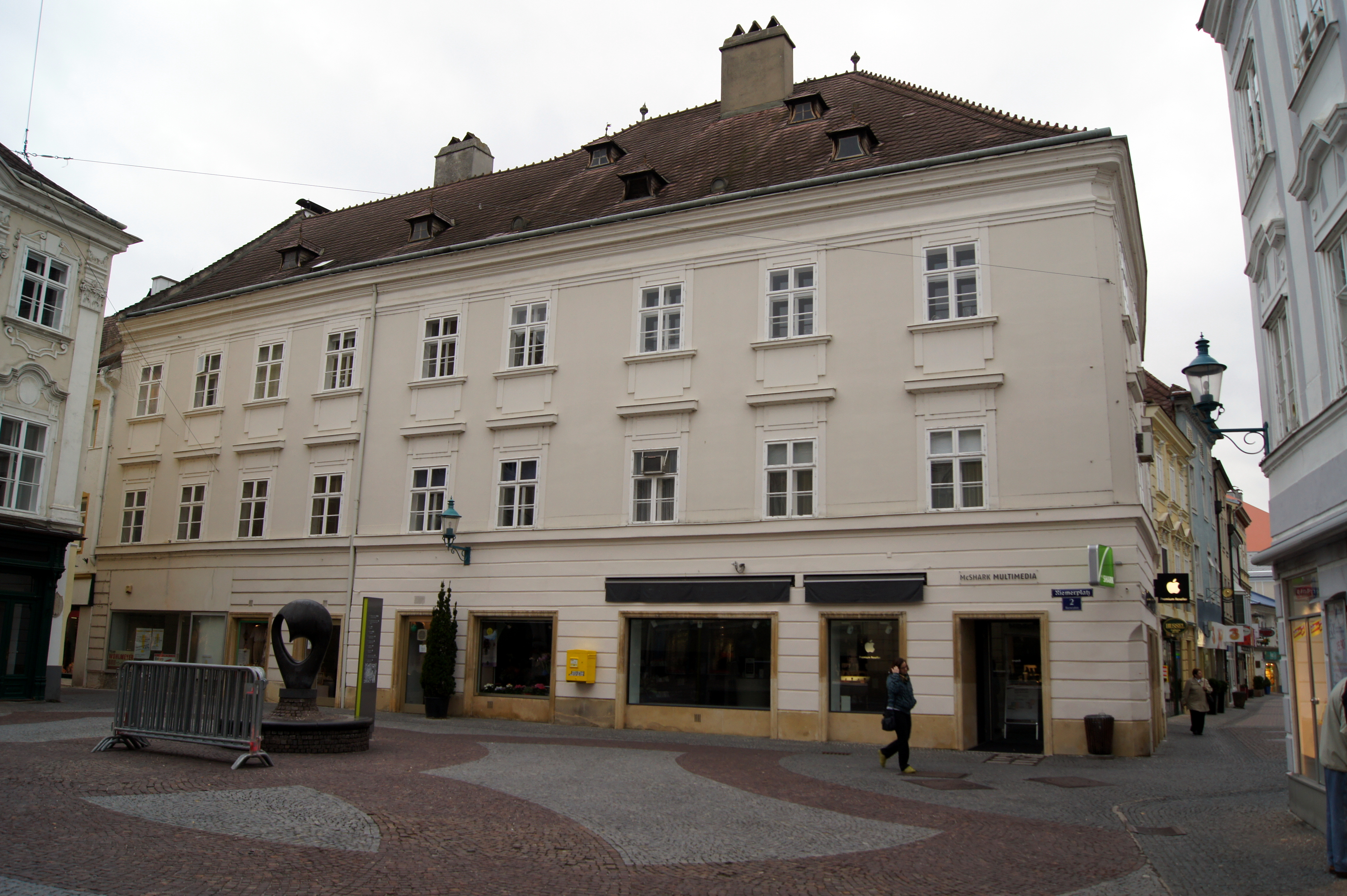
Nr. 1 (Front zum Riemerplatz), rechts Beginn der Kremser Gasse
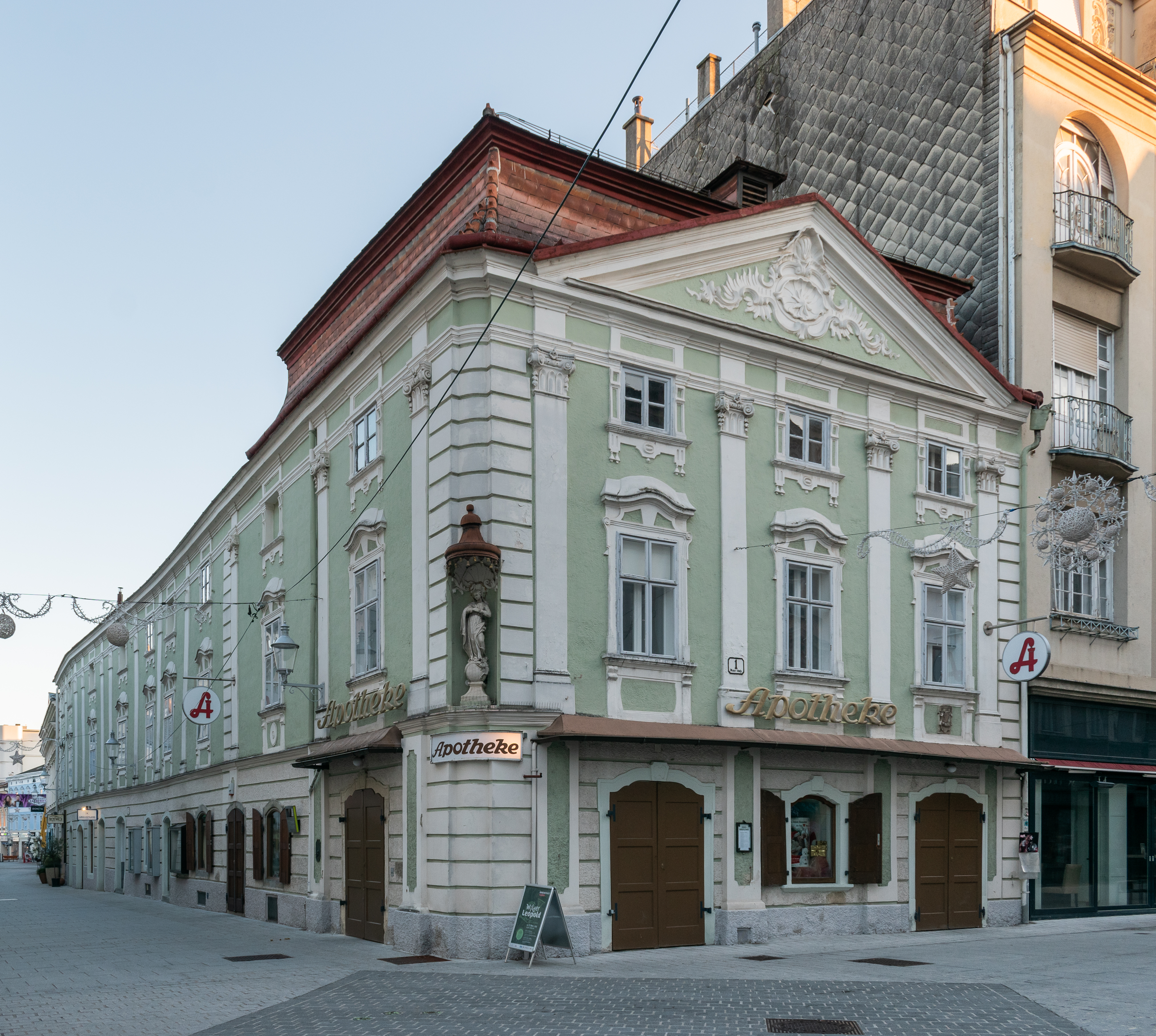
Nr. 2: Apotheke „Zum goldenen Löwen“
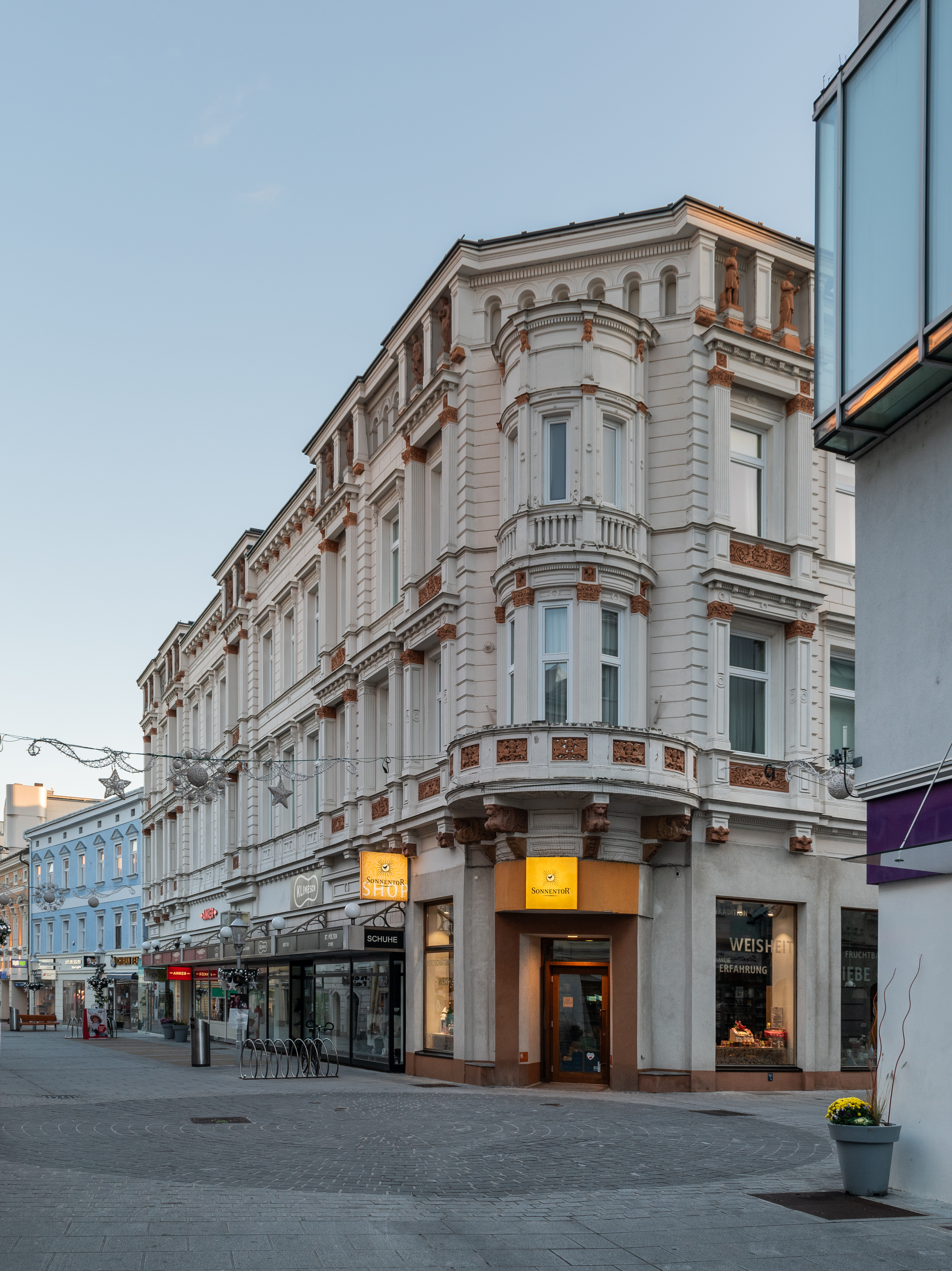
Nr. 6a–8
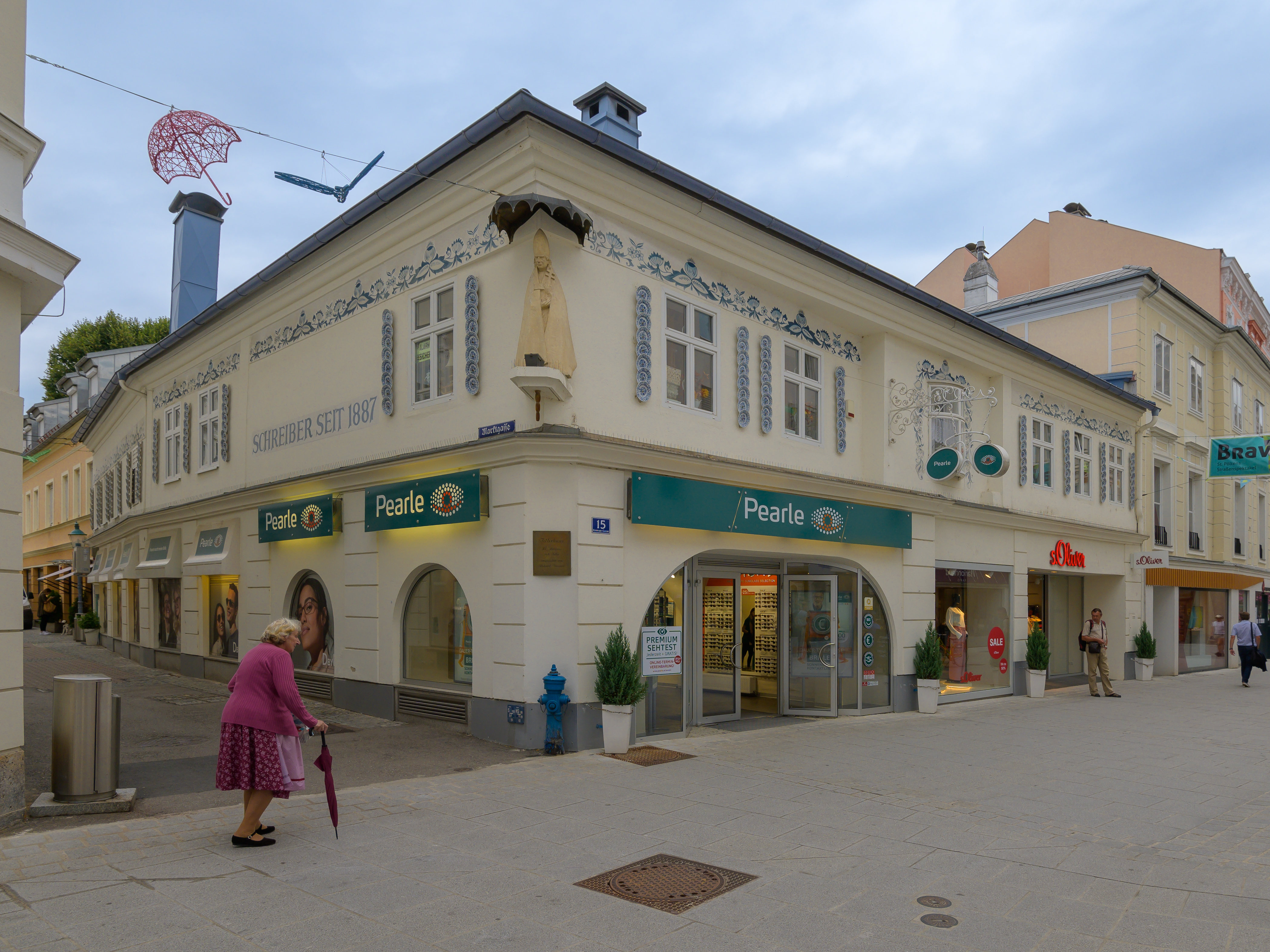
Nr. 15 – „Tellerhaus“
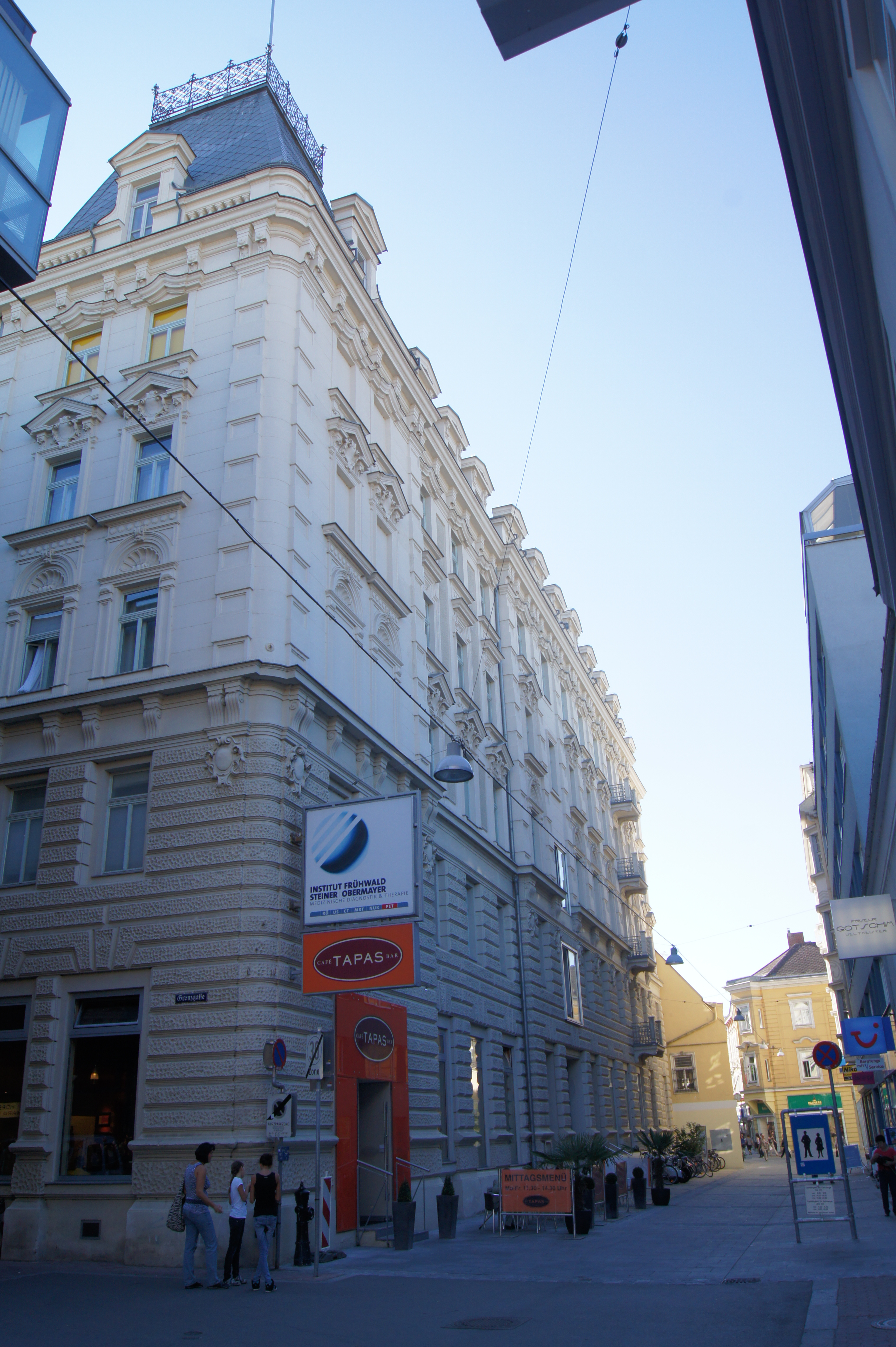
Nr. 18 – ehem. Grandhotel Pittner
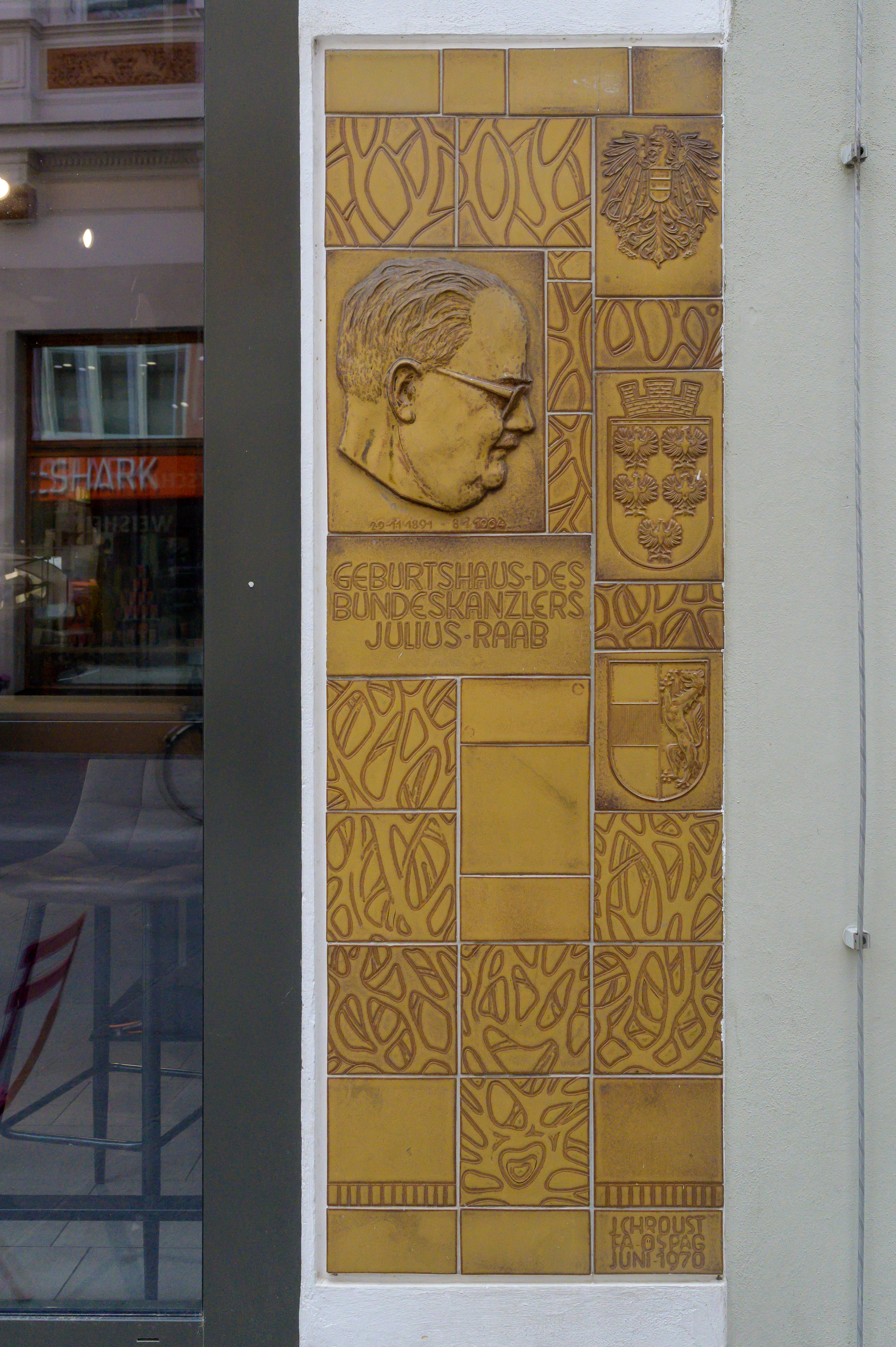
Nr. 19 – Gedenktafel für Julius Raab
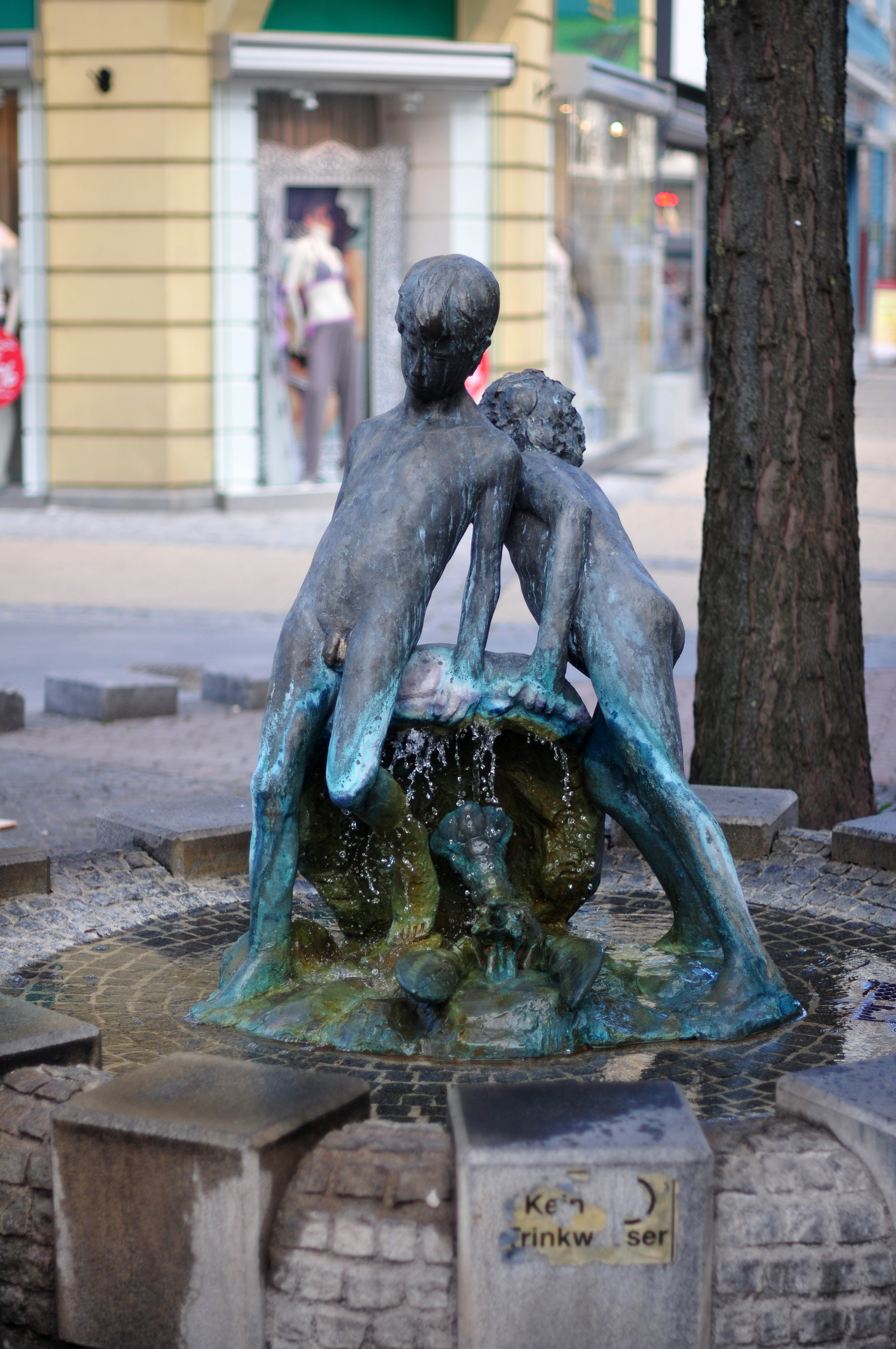
Krebsenbrunnen
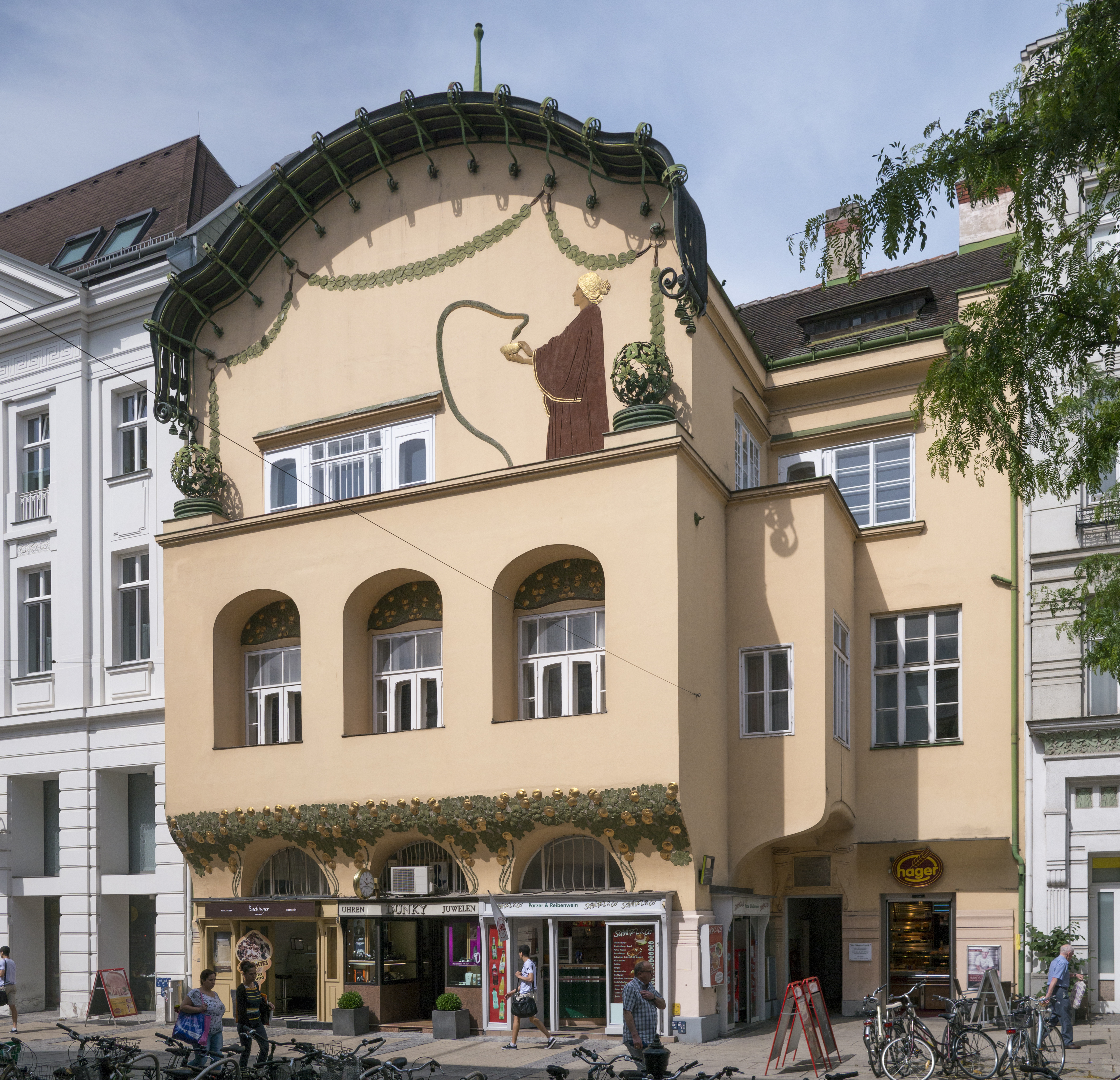
Nr. 41 – Stöhrhaus
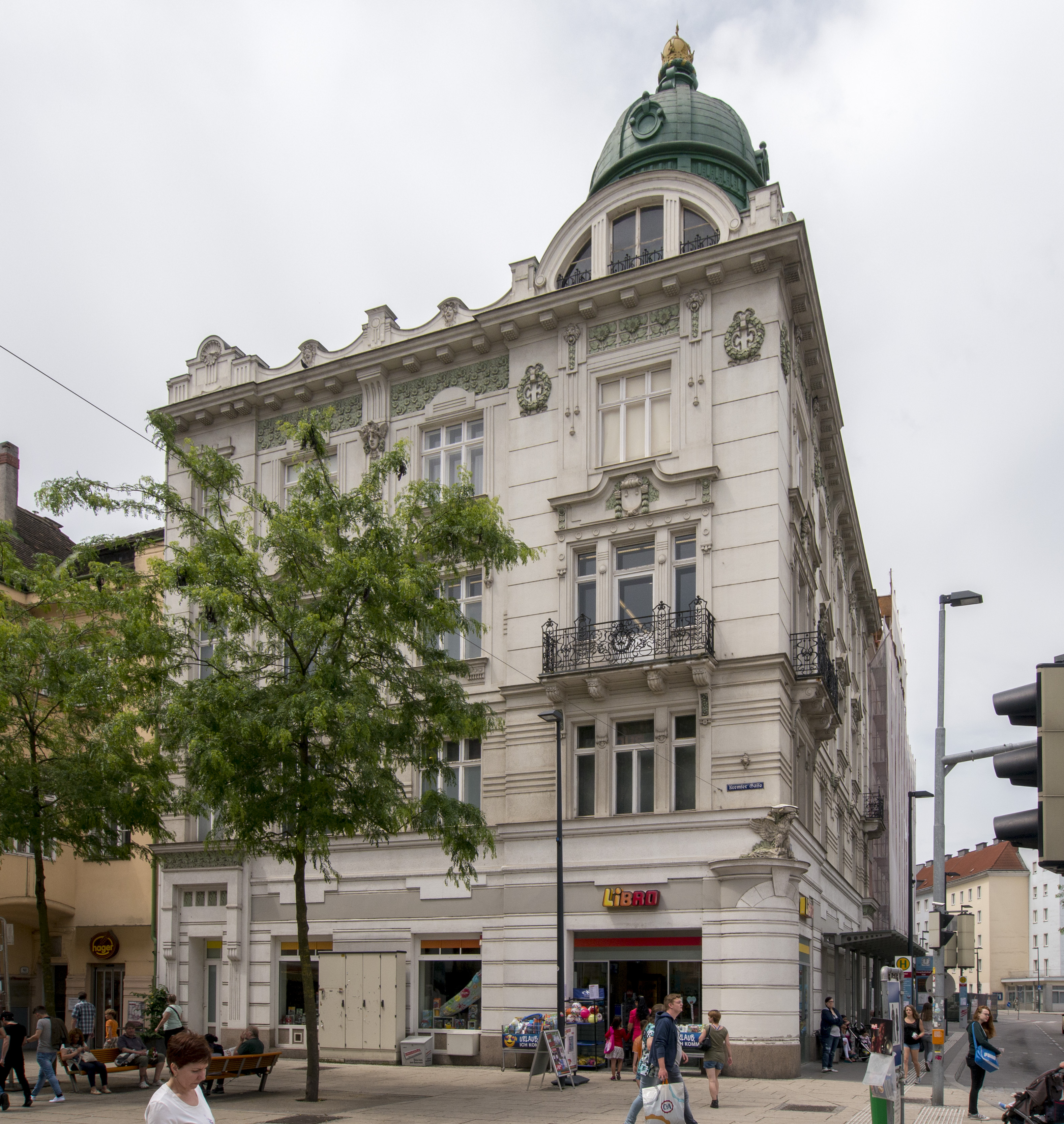
Nr. 43
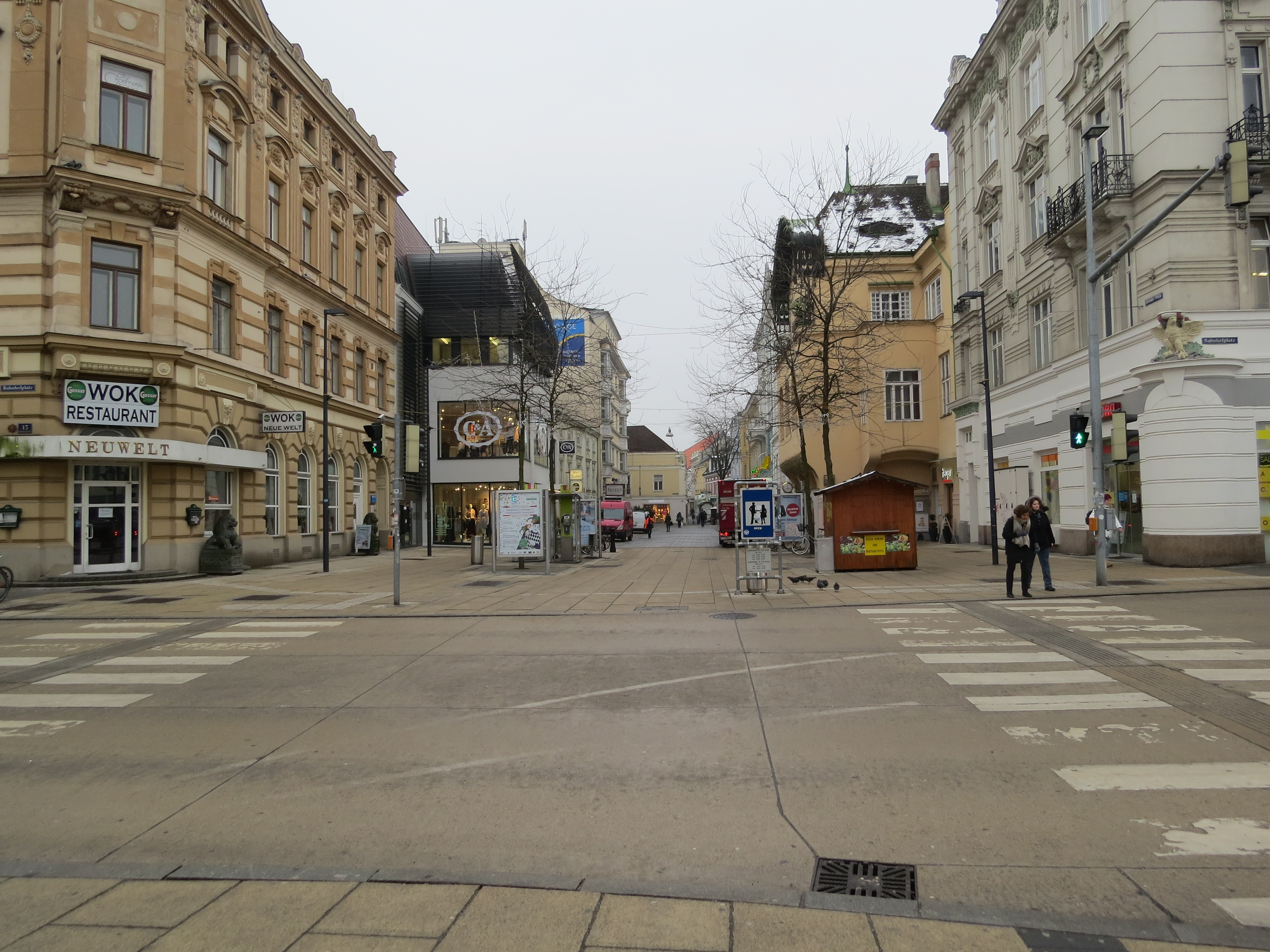
Eingang zur Kremser Gasse am Bahnhofplatz, links Nr. 26